# Din Dryfol

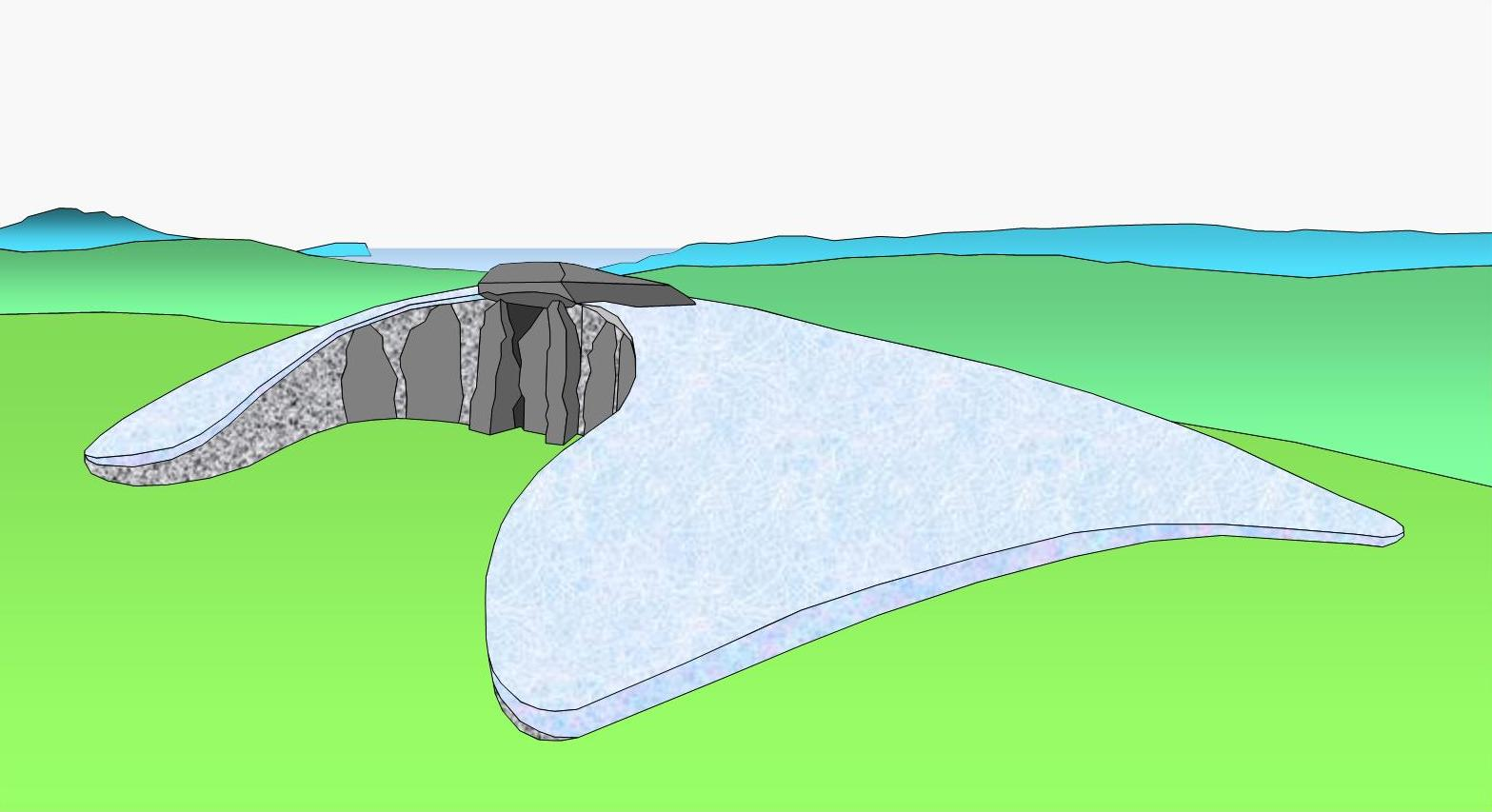
Schema Cotswold Severn Tomb

Din Dryfol ist eine weitgehend zerstörte Megalithanlage im Umfeld mehrerer Felsaufschlüsse (englisch outcrop’s) zwei Kilometer südlich der A55 (Autobahn) und einen Kilometer nordöstlich des Weilers Soar, bei Aberffraw, auf der Insel Anglesey in Wales. 

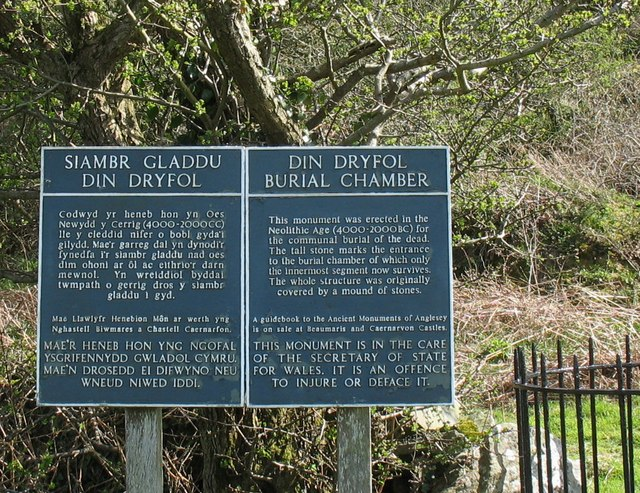
Informationstafel

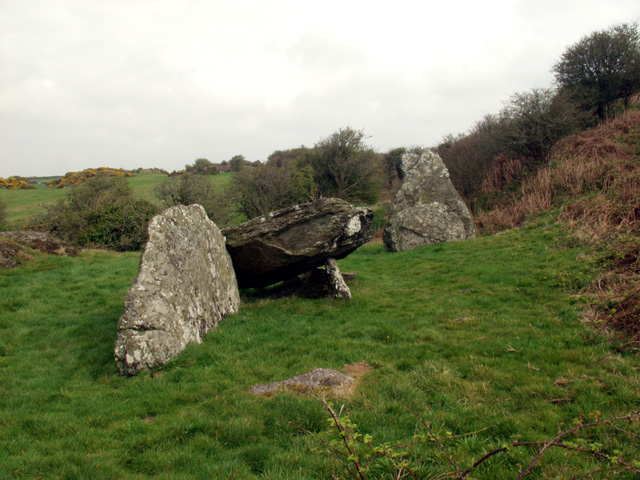
Reste der Fassade von Din Dryfol

Eine einzelne zusammengebrochene Kammer und ein Teil der Fassade, einer Anlage vom Typ Cotswold Severn Tomb überlebten. Die Fassadensteine sind etwas größer als bei den Anlagen dieses Typs üblich, der an der Ostseite der Irischen See verbreitet ist. Strukturell bleibt die Anlage auch nach der Ausgrabung von Smith und Lynch im Jahre 1987 etwas undurchsichtig. Keiner der Steine wurde in Fundamentlöcher gesetzt, somit bleibt die Rekonstruktion schwierig. Es scheint, dass die überlebende Westkammer (4) der mehrperiodigen Anlage (ähnlich dem benachbarten Trefignath) zuerst entstand, der eine zweite Kammer (3) mit Holzpfosten am Eingang nach Osten vorgesetzt wurde. Diese beiden Posten wurden, noch bevor sie wegfaulten, für den Bau einer weiteren Kammer (2) entfernt. Eine zusätzliche Kammer (1) wahrscheinlich jedoch ein kurzer Gang könnte hinter der Portalsteinfassade gelegen haben. Die sukzessive Bauweise, von Innen nach außen fortschreitend ist durchaus ungewöhnlich. Das komplette Denkmal lag innerhalb eines schmalen Steinhügels, dessen geringe Breite für Anlagen dieses Typs ungewöhnlich ist und deshalb auch als „Long Grave“ bezeichnet wird. 
Die Westkammer enthielt den Leichenbrand von zwei Personen und Reste von Feuerstein. Die Töpferware ist ähnlich der in Dyffryn Ardudwy und Clegyr Boia gefundenen. Eine zerbrannte und gebrochene, polierte Steinaxt wurden in Kammer 2 gefunden.

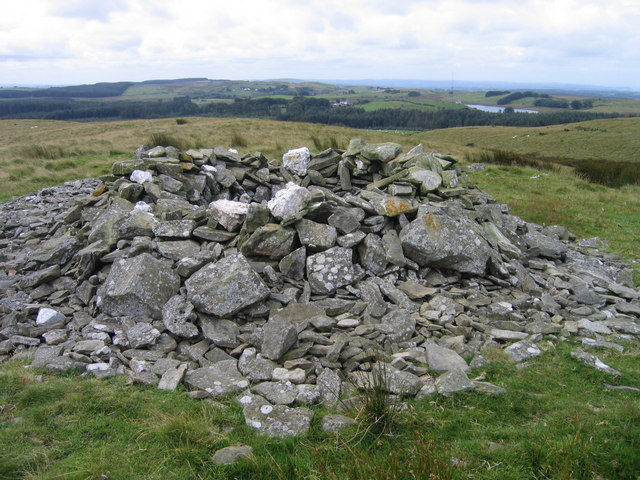
Cairn von Fynydd Bach in Mynydd-Bach

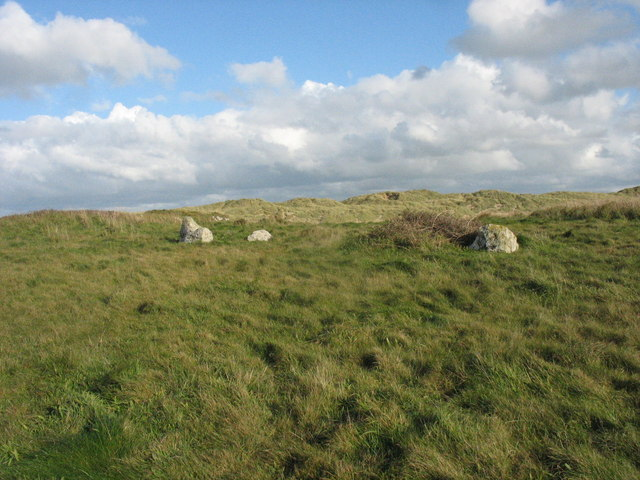
Cairn von Trwyn Du

In der Nähe liegen die Rundcairns von Mynydd-Bach und Trwyn Du.